# Oxfordshire
Oxfordshire (phiên âm: /ˈɒksfərdʃər/ hoặc /ˈɒksfərdʃɪər/) là một hạt ở đông nam của Anh. Thủ phủ hạt đóng ở Oxford.
Oxfordshire giáp giới Warwickshire và Northamptonshire (ở phía bắc/phía đông bắc), Buckinghamshire (phía đông), Berkshire (phía nam), Wiltshire (phía Tây Nam) và Gloucestershire (phía tây).
Oxfordshire được chia thành năm Huyện không thuộc vùng đô thị: Oxford, Cherwell, Vale of White Horse (sau hình Ngựa trắng Uffington), Tây Oxfordshire và Nam Oxfordshire.
Hạt có các ngành công nghiệp giáo dục và du lịch lớn và được ghi nhận cho sự tập trung của các công ty và cơ sở sản xuất xe thể thao. Oxford University Press là công ty lớn nhất trong số các công ty in ấn và xuất bản; Đại học Oxford cũng liên quan đến sự tập trung của các công ty công nghệ sinh học địa phương.
Trung tâm chính của dân cư là thành phố của Oxford. Các khu định cư quan trọng khác là Banbury, Bicester, Kidlington, và Chipping Norton ở phía bắc của Oxford; Carterton và Witney về phía tây, Thame và Chinnor về phía đông và Abingdon-on-Thames, Didcot, Wallingford và Henley-on-Thames ở phía nam. Tương lai tăng trưởng dân số trong quận hạt được mong đợi là sẽ tập trung xung quanh Oxford, Banbury, Bicester, Didcot và Witney, gần khu vực phát triển Nam Midlands.
Điểm cao nhất của quận hạt hành chính là đồi White Horse ở Vale of White Horse với độ cao 261 mét (856 ft). Điểm cao nhất trong quận lịch sử là gần trang trại Portobello ở đồi Chiltern là 255 mét.

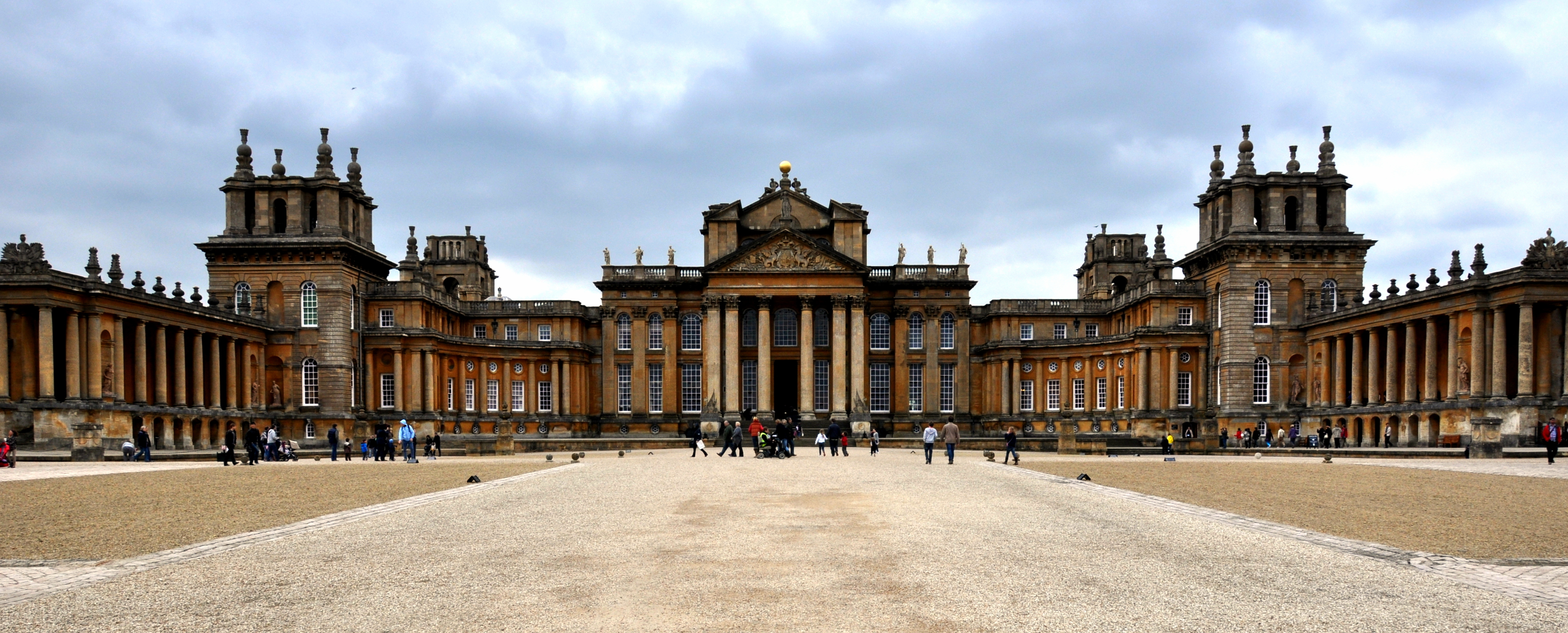
Cung điện Blenheim ở Woodstock